# Ernst Huber
Ne doit pas être confondu avec Ernest Huber.
Ernst Huber, né le 15 juillet 1895 à Vienne, mort le 26 septembre 1960 à Vienne, est un peintre de sujets mythologiques, scènes de genre, graveur, illustrateur.
D'abord lithographe et dessinateur d'ornements, il se lança peu à peu à la peinture et illustra des sujets mythologiques et de genre.
Il fréquente l'école des Arts Appliqués de Vienne. Il fut enrôlé dans l'armée en 1915. En 1919, appuyé par F. Rollinger, il rejoint une équipe artistique spécialisée dans l'illustration de livre d'arts et la lithographie . Il créa, au cours des quatre années qui suivirent, de nombreux ouvrages imprimés, pour lesquels il conçut l'étui de protection, les couvertures, pages de garde, etc. 
Dès 1919, Huber connait un énorme succès, grâce à ses expositions à la "Community Art de Vienne", à la Palm House. Ses peintures attirent l'attention, et sont particulièrement appréciées par Josef Hoffmann
Huber fut particulièrement attiré par les peintres hollandais du futur Kunsthistorisches Museum.
Ses œuvres se retrouvent entre autres au Palais du Belvédère, au Musée Leopold, dans la collection de l'Albertina de Vienne, au Landesmuseum à Linz et au Landesmuseum Niederösterreich (de) à Sankt Pölten.

## Sources
- Dictionnaire des peintres, sculpteurs, dessinateurs et graveurs de tous les temps et de tous les pays, Benezit (1999)